# Distichona peruviana
Distichona peruviana là một loài ruồi trong họ Tachinidae.